# Vasîlivka, Vasîlivka
Vasîlivka (în ucraineană Василівка) este orașul raional de reședință al raionului Vasîlivka din regiunea Zaporijjea, Rusia. În afara localității principale, orașul conține mai multe sate în afara ei.
În secolul al XIX-lea, satul făcea parte din volostul Vasîlivka, uezdul Melitopol, guberniei Taurida.
Acest oraș este în prezent sub controlul Rusiei din cauza Invaziei Rusiei în Ucraina (2022–prezent)

## Demografie
Componența lingvistică a orașului Vasîlivka
     Ucraineană (77,11%)
     Rusă (21,77%)
     Alte limbi (0,44%)
Conform recensământului din 2001, majoritatea populației orașului Vasîlivka era vorbitoare de ucraineană (77,11%), existând în minoritate și vorbitori de rusă (21,77%).